# Justice (Illinois)
Pour les articles homonymes, voir Justice (homonymie).
Justice est un village situé dans le comté de Cook en proche banlieue de Chicago dans l'État de l'Illinois aux États-Unis.

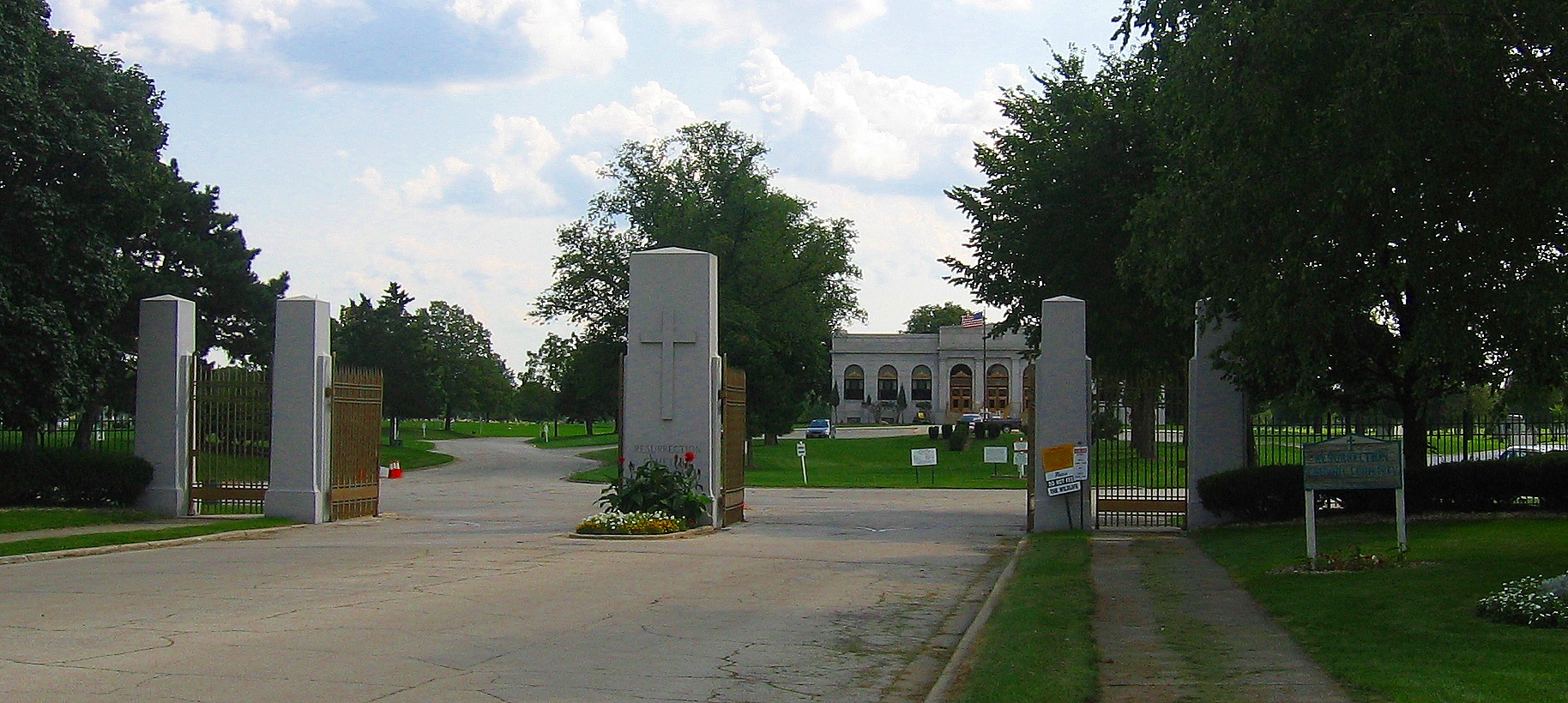
La porte principale du cimetière de la résurrection sur l'avenue Archer à Justice, qui abrite la légendaire Resurrection Mary